# Marshall Moran

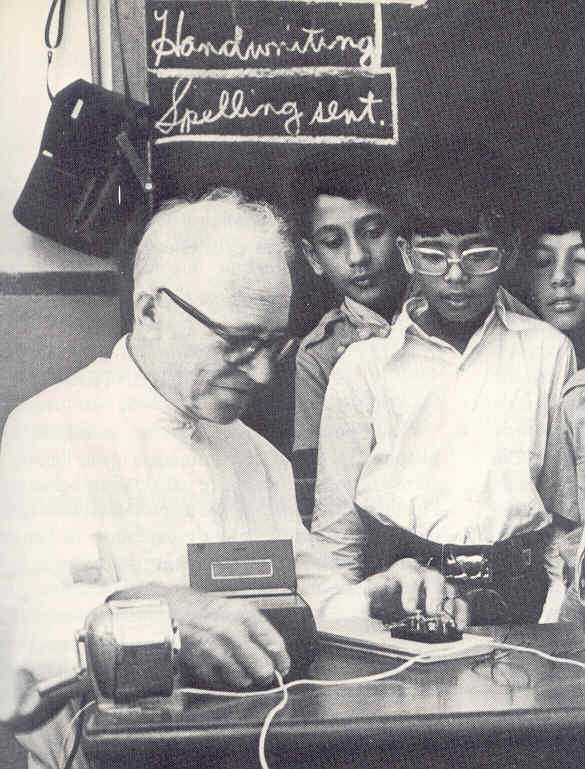
Marshall Moran

Marshall Denis Moran SJ (* 29. Mai 1906 in Chicago; † 14. April 1992 in Neu-Delhi) war ein US-amerikanischer Missionar.
Marshall Moran trat in den Jesuitenorden ein und unterrichtete in Indien, wo er 1935 Priester wurde. Im Jahr 1951 eröffnete er eine Schule in Kathmandu (Nepal) und wurde dort der erste Funkamateur des Landes.